# 船越由佳
船越 由佳（ふなこし ゆか、6月11日 - ）は、日本の女性シンガーソングライター兼プログレ・アーティスト。岩手県遠野市出身。血液型O型。
岩手県遠野市が提唱する民話のふるさと遠野大使も務める。
スタジオ・ミュージシャンやアマチュア・ライブ活動を経て、1998年、シングル「青空のDance」でプロ・デビュー。翌年、音楽専門誌『CDジャーナル』にて、最も期待される新人アーティストに選ばれる。
J-POP時代は3枚のアルバムをリリース、ライブ活動やラジオ番組のパーソナリティなどで活躍。その他にも、劇中音楽や朗読劇などの音楽を担当。
現在は2009年に結成されたプログレッシブ・ロック・バンド、Yuka & Chronoshipを中心に活動し、これまでに3枚のアルバムを世界各国でリリースしている。

## 略歴
現在はデビュー時から彼女のプロデューサーであった田口俊氏（プリンセス プリンセスのプロデューサー、LORELEI、SENSE OF WONDER、作詞家）率いるプログレッシブ・ロック・バンド、Yuka & Chronoshipでキーボード、ボーカル、作曲を担当。2009年のバンド結成以来、都内ライブハウスを中心にライブ活動を展開するとともに、精力的に創作活動を繰り広げている。
海外遠征は2013年5月にフランスのマルセイユで毎年開催されているプログレッシブ・ロック・フェス「Prog’Sud 2013」に、2014年8月に「Crescendo Festival 2014」（同国、サンパレシュルメール）に、2015年9月にはイタリアのヴェルーノで毎年開催されている「2Days Prog +1 2015 / Veruno Prog Fes」に出演している。
そのサウンドは更なる独自性を追求し、往年のプログレッシブ・ロックを彷彿させる雄大な世界を創造し続けている。

### 船越由佳
- 1996年 アマチュア時代に楽曲が「自遊派宣言（テレビ東京系）」「1996 高島屋夏のキャンペーン（TVCM）」に起用される
- 1997年 国連と地球環境財団によるボランティアCD「アースミュージックマジック」にボーカルとして参加
- 1998年6月 シングル「青空のDance」（マジックアイランドレコード）でデビュー
- 1998年7月 1stアルバム『プールのにおいの夏』リリース
- 1999年5月 2ndアルバム『SILENT SUN』リリース
- 1999年11月 岩手県遠野市「遠野ふるさと大使」に任命される
- 2000年6月 3rdアルバム『Morning Bird』リリース
- 2003年12月 コンピレーション・アルバム『FURUSATO 〜桃源郷イーハトーヴの四季〜』（日本コロムビア）リリース
- 2006年 岩手県遠野市「遠野市民歌」制作

### Yuka & Chronoship
- 2009年 プログレッシブ・ロック・バンド、Yuka & Chronoship 結成
- 2011年 1stアルバム『Water Reincarnation』（フランス・ムゼア）で世界31ヶ国デビュー
- 2013年4月 2ndアルバム『DINO ROCKET OXYGEN』リリース
- 2013年6月 フランスのプログレ・フェス「Prog’ Sud 2013」に出演
- 2014年8月 フランスのプログレ・フェス「Crescendo Fes 2014」に出演
- 2015年9月 イタリアのプログレ・フェス「2Days Prog +1 2015 / Veruno Prog Fes」に出演
- 2015年9月 3rdアルバム『The 3rd Planetary Chronicles（第三惑星年代記）』でチェリー・レッド・レコードよりイギリス・デビュー

## ディスコグラフィ

### ソロ・シングル
- 「教室」 (1998年)
- 「青空のDance」 (1998年)

### ソロ・アルバム
- 『プールのにおいの夏』 (1998年)
- 『SILENT SUN』 (1999年)
- 『Morning Bird』 (2000年)
- 『FURUSATO 〜桃源郷イーハトーヴの四季〜』 (2003年)

### Yuka & Chronoship
- 『Water Reincarnation』 (2011年)
- 『DINO ROCKET OXYGEN』 (2013年)
- 『The 3rd Planetary Chronicles（第三惑星年代記）』 (2015年)
- 『SHIP』 (2018年)

## 提供作品

### 作詞・作曲
- 根谷美智子 「真冬の帰り道」
- 古屋かおり 「Moon Dance」

### 作曲
- MOMOE LLP 「Reborn」、「Sora no uta」
- sTepp! 「First　sTepp!」、「Wait for Me」
- 岡本麻弥 「Magic Island」
- 『桑島法子のイーハトーヴ朗読紀行〜宮澤賢治「銀河鉄道の夜」「春と修羅」』 エンディングテーマ「星のTravelers」
- 山寺宏一 「Cubeの世界」
- トゥルー・ラブストーリー『ボーカルコレクションvol.2』 「春のアクアリウム」
- トゥルー・ラブストーリー 2 『ボーカルコレクション』 「空」、「0.1秒の永遠」